# Salma
Salma és una de les dues principals serralades muntanyoses de la part central del nord de l'Aràbia Saudita, en el conjunt anomenat Djabala Tayyi o simplement al-Djabal (que vol "la Muntanya"). L'altra és Adja. En les dues serralades està testimoniat un antic culte preislàmic a deïtats representades per formes rocoses Aquest tipus de cultes estan testimoniats a la zona entre el segle ii aC i el segle ii.